# Face guard

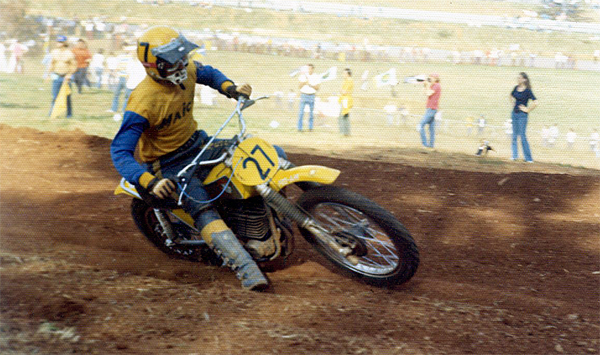
Ake Jonsson in 1972

Een Face guard was een kunststof gezichtsbescherming voor motorcrossers en endurorijders, die aan de crossbril bevestigd werd.
In het verleden werden voor terreinmotorsporten jethelmen gebruikt omdat deze lichter waren dan integraalhelmen. Coureurs kregen dan wel kluiten modder en zelfs stenen in hun gezicht, die werden opgeworpen door de rijders voor hen. Om zich hiertegen te beschermen droeg men maskers die voorzien waren van luchtsleuven om voldoende zuurstof te krijgen. Met de introductie van de cross-integraalhelm was dit probleem verleden tijd.
Alternatieve benamingen zijn face mask en half mask.